# Dicranella nodicoma
Dicranella nodicoma là một loài rêu trong họ Dicranaceae. Loài này được Müll. Hal. ex Dusén mô tả khoa học đầu tiên năm 1896.